# Nerine hesseoides
Nerine hesseoides är en amaryllisväxtart som beskrevs av Harriet Margaret Louisa Bolus. Nerine hesseoides ingår i släktet Nerine och familjen amaryllisväxter. Inga underarter finns listade i Catalogue of Life.